# Kytara
Kytara je drnkací strunný nástroj (chordofon) s hmatníkem většinou opatřeným pražci a obvykle má šest nebo dvanáct strun. Tón vzniká rozechvěním struny napjaté mezi dvěma pevnými body – pražcem a kobylkou. Struny jsou rozechvívány drnkáním prsty nebo plektrem (lidově trsátko). Hmatník umožňuje získávat tóny zkracováním chvějné délky struny přitlačením struny na pražec. Zvuk kytary je promítán buď akusticky, pomocí rezonanční duté komory na kytaře, nebo zesílený elektronickým snímačem a zesilovačem. Z hlediska akustického patří kytara mezi nástroje s doznívajícím tónem. Kytara je akordický nástroj – umožňuje jednohlasou i vícehlasou hru.
Historicky byla kytara vyrobena ze dřeva a její struny z catgutu. Ocelové kytarové struny byly představeny koncem 19. století ve Spojených státech, ale s nylonovými se ocelové struny staly hlavním proudem až po druhé světové válce. Mezi předky kytary patří kvinterna, vihuela, renesanční kytara a barokní kytara, které všechny přispěly k rozvoji moderního šestistrunného nástroje.
Existují tři hlavní typy moderní kytary: klasická kytara (španělská kytara); akustická kytara s ocelovými strunami nebo elektrická kytara; a havajská kytara. Mezi tradiční akustické kytary patří plochá kytara (typicky s velkým zvukovým otvorem) nebo gibsonka, která se někdy nazývá „jazzová kytara“. Tón akustické kytary vzniká chvěním strun, zesíleným dutým tělem kytary, které funguje jako rezonanční komora. Klasická španělská kytara je často hrána jako sólový nástroj pomocí komplexní techniky prstového stylu, kde je každá struna drnkana individuálně prsty hráče, na rozdíl od brnkání. Termín hra prsty, angl. „fingerpicking“ může také odkazovat na specifickou tradici folkové, bluesové, bluegrassové a country kytarové hry ve Spojených státech.
Elektrické kytary, poprvé patentované v roce 1937, používají snímač a zesilovač, díky nimž je nástroj dostatečně hlasitý, aby byl slyšet, ale také umožňoval výrobu kytar s masivním dřevěným blokem, aniž by potřebovaly ozvučnou komoru. Vzniklo široké pole různých elektronických efektových jednotek včetně reverbu a zkreslení (neboli „overdrive“). Kytary s pevným tělem začaly ovládat trh kytar během 60. a 70. let; jsou méně náchylné k nežádoucí akustické zpětné vazbě. Stejně jako u akustických kytar existuje řada typů elektrických kytar, včetně kytar s dutým tělem (hollow-body), jazzové kytary (používaných v jazzové kytaře, blues a rockabilly) a kytar s pevným tělem, které jsou široce používány v rockové hudbě.
Hlasitý, zesílený zvuk a zvuková síla elektrické kytary hrané přes kytarový zesilovač sehrály klíčovou roli ve vývoji bluesové a rockové hudby, a to jak jako doprovodný nástroj (hraní riffů a akordů) a hraní kytarových sól, tak v mnoha rockových podžánrech, zejména heavy metalu a punk rocku. Elektrická kytara měla velký vliv na populární kulturu. Kytara se používá v široké škále hudebních žánrů po celém světě. Je uznávaným primárním nástrojem v žánrech jako je blues, bluegrass, country, flamenco, folk, jazz, jota, ska, mariachi, metal, punk, funk, reggae, rock, grunge, soul, akustická hudba, disco, nová vlna, new age, adult contemporary a pop, příležitostně se používá v hip-hopu, dubstepu nebo trapu.

## Historie

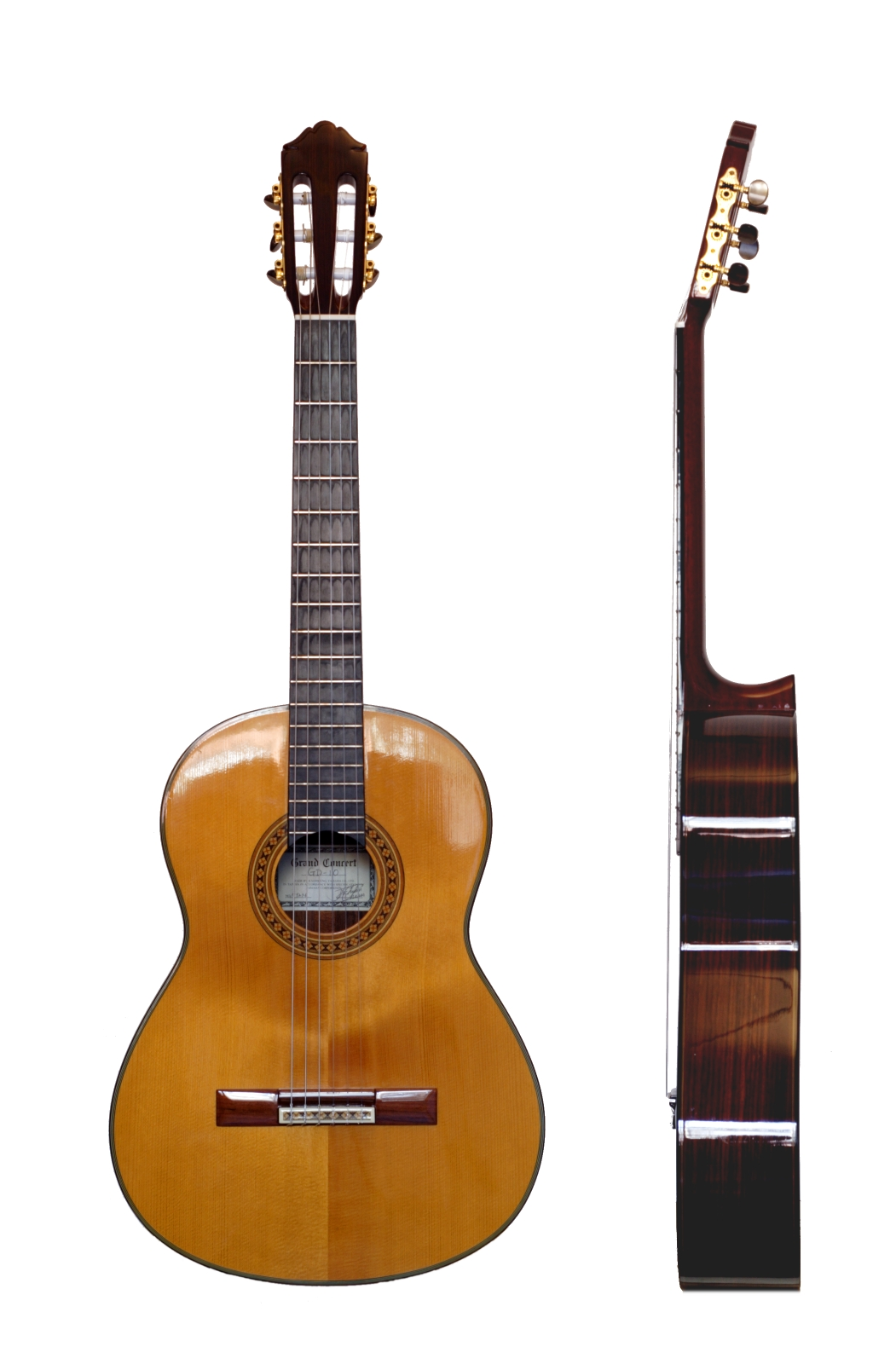
Klasická kytara

Vývoj všech strunných nástrojů byl velmi složitý. Nejstarším druhem strunného nástroje byl kinnór. Tento starověký strunný hudební nástroj je opakovaně zmiňován už v Bibli. Ve stavbě, vzhledu i formě hraní se nástroje v průběhu dějinných epoch navzájem ovlivňovaly. Postupně se vyvinulo velké množství nástrojových odrůd a variant. Je nicméně doložitelné, že drnkací nástroje jsou staršího původu než nástroje smyčcové a byly také častěji používány. V průběhu vývoje docházelo často k přeměnám drnkacích nástrojů na smyčcové (a naopak). Nástroje procházely různými konstrukčními změnami – měnily se tvary korpusů, počty strun a jejich ladění, atd. Pro zesílení zvuku nástrojů se jako nejvhodnější začala uplatňovat tenkostěnná dřevěná rezonanční skříň (korpus). Postupně vzniká na některých strunných nástrojích krk, dochází k upevňování strun ve struníkovém zařízení (vznik kobylky) a k ladění v ladicím zařízení (hlavice s kolíčky). U nástrojů kytarového typu se postupně vyvinul korpus do tvaru široké arabské osmičky. Dvě ploché desky (přední a zadní) korpusu byly spojeny bočními deskami (luby). Krk i korpus byly asi stejně dlouhé a hlavice se mírně zalamovala nazad. Název kytary pochází z arabského kitára a řeckého kithara.
Koncem 18. století se kytara ve svém vývoji ustálila přibližně do svojí dnešní podoby. Korpus získal kruhový rezonanční otvor a na krku byl hmatník s pražci. Kytara už měla dnešní ladění a počet strun (šest). Později se potom pro ladění začalo používat šroubového mechanismu. Začátkem 19. století zájem o kytaru velmi vzrostl a kytara se stala oblíbeným domácím nástrojem – používala se jako doprovodný nástroj ke zpěvu, uplatňovala se v komorní hře i sólově. Ve druhé polovině 19. století byla kytara částečně nahrazena klavírem, ale od 20. století začíná nový vzestup zájmu o kytaru, který trvá dodnes.

## Verze podle počtu strun
Klasická kytara má šest strun povětšinou laděných takto: ehgdae. Notuje se v houslovém klíči a zní o oktávu níže, než se píše. Rozsah kytary v případě ladění E A d g h e1 je E–h2.
V country hudbě se používají rovněž kytary dvanáctistrunné, kde je každá struna zdvojena v oktávě či unisonu. Dvojice strun h a e1 jsou laděny tak, aby jedna struna z dvojice byla naladěna přesně a druhá z dvojice naladěna kousek pod tónem (někdy i kousek nad tónem). Interference obou strun potom vytváří charakteristické tremolo. U strun E A d g je vždy druhá struna naladěna o oktávu výš. 
Další variantou užívanou v country hudbě či folku je otevřené ladění, tedy ladění do konkrétního akordu, např.: G, D, apod. Při ladění do G se struny E,A,e1 podladí o celý tón, tedy na D,G,d1, čemuž je přirozeně třeba přizpůsobit akordické hmaty. Využívá se mj. v blues a country. Otevřené ladění umožňuje svobodnější práci v rámci jedné tóniny, ale naopak ztěžuje hru v dalších, vzdálenějších tóninách. Tomuto úskalí lze předejít používáním kapodastru.
Zejména ve starém jazzu se používá též čtyřstrunná verze, tenorová kytara, která je laděna v čistých kvintách jako tenorové banjo, tedy c, g, d, a. Toto ladění umožňuje snadné hraní širokých sazeb akordů.
Existují i nepřeberné množství dalších variant ostrunění a ladění jako například sedmistrunná kytara (používaná tradičně v Rusku), devítistrunná kytara, vypuštění tercie mezi strunami g a h a ladění v čistých kvartách (E A d g c f), podlaďování basové E struny na D atd. 

## Části kytary

### Korpus
1. Hlava
2. Ořech
3. Ladící mechanika
4. Pražce
5. Výztužná tyč
6. Vykládání
7. Krk
8. Pata (akustická)–spoj těla a krku (elektrická)
9. Korpus
10. Snímače
11. Elektronika (otočné ovladače, hlasitost, tónová clona, přepínání snímačů)
12. Kobylka
13. Krytka
14. Spodní deska
15. Ozvučná deska
16. Luby
17. Rezonanční otvor
18. Struny
19. Sedlo
20. Hmatník

Vrchní deska je nejdůležitější částí korpusu. Má podstatný vliv na kvalitu zvuku nástroje. Přejímá kobylkou chvění strun a zesiluje jejich zvuk, kterému dává zabarvení, sílu a určuje délku tónu. Vrchní deska musí být zhotovena z kvalitního dřeva hustých, pravidelných a rovných let. Kytarové přední desky se vyrábějí zpravidla ze smrku či cedru, podle požadovaných tónových charakteristik. Ve středu vrchní desky je ozvučný otvor, jehož velikost, tvar a umístění má důležitý vliv na zvuk nástroje. Zevnitř desky jsou přiklížena žebra ze smrkového dřeva, která svým tvarem a rozmístěním zásadně ovlivňují rezonanční vlastnosti a zvyšují mechanickou pevnost.
Spodní deska se vyrábí stejně jako luby nejčastěji z mahagonu,  palisandru či javoru a bývá rovněž vyztužena žebry.
Luby spojují vrchní a spodní desku. Setkáváme se s rozdělením na horní a spodní lub. Od šířky lubů se výrazně odvíjí výsledný zvuk nástroje. Vyrábějí se ze stejného materiálu jako spodní deska.

### Krk
Krk kytary slouží jako základna pro hmatník. Krk je vystaven velkému tahu strun a musí být proto zhotoven z tvrdého rovnoletého dřeva, například javoru či mahagonu. Často je navíc vyztužen i nastavitelnou či nenastavitelnou výztuhou krku, nejčastěji kovovou. Příčný profil krku má podstatný vliv na pohodlnost a techniku hry levé ruky.
Na krk kytary je přiklížen hmatník, do kterého jsou po celé délce zapuštěny kovové pražce zhotovené z pražcového drátu. Hmatník se zhotovuje z jednoho kusu velmi tvrdého dřeva – nejčastěji to bývá eben či palisandr. Nultý pražec – ořech – je nejblíže hlavici nástroje. Je vyroben z velmi tvrdého materiálu (slonovina, kost či u levnějších nástrojů plast) a určuje – spolu s kobylkou, resp. v ní vloženým sedlem – výšku strun nad hmatníkem a jejich rozmístění po šířce hmatníku. Kytara je laděna v rovnoměrně temperovaném ladění. Pražce jsou proto rozmístěné tak, že každý zkracuje proti předcházejícímu délku struny ke kobylce v poměru {\displaystyle {\sqrt[{12}]{2}}:1}.
Krk kytary je zakončen hlavicí uhýbající zpravidla pod mírným úhlem vzad, jež slouží k umístění ladicí mechaniky. Pomocí mechaniky se napínají struny. Struna se uváže přes dírku na navíjecí váleček, na který je navíjena přes šnekový převod ladicím kolíčkem.

### Kobylka
Velmi důležitou součástí kytary je kobylka, která slouží k přenášení chvění strun na vrchní desku a obvykle též k uchycení strun na korpus nástroje (To neplatí u plovoucí kobylky, která se používá například u gypsy kytar či jazzových kytar. Zde kobylka pouze přenáší chvění struny na desku, ale struny jsou uchyceny podobně jako u houslí pomocí struníku). Kobylka je přiklížena na vrchní desku kytary a vyrábí se z jednoho kusu tvrdého dřeva – eben, palisandr nebo mahagon. V kobylce bývá vloženo kostěné, slonovinové či plastové sedlo, přes které jsou napnuty struny a které ohraničuje jejich znějící délku neboli menzuru. 

### Struny
Konečný zvuk nástroje je závislý na strunách. U klasické koncertní kytary to jsou nylonové struny (g, h, e1 – celistvý tažený materiál, E A d – nylonová vlákna opředená drátkem, který je většinou z postříbřené nebo pozlacené mědi), které umožňují i ty nejjemnější odstíny hry a jsou zvukově vyrovnané. Do první poloviny dvacátého století se klasické kytary potahovaly stejně jako třeba housle strunami střevovými a hedvábnými. U jiných typů kytar (westernové kytary, jazzové kytary, gypsy kytary, vídeňky apod.) se používají struny kovové, čemuž je přizpůsobena i celá konstrukce nástroje, zejména síla desek, žebrování, provedení kobylky, případně výztuha krku.
Zvuk také ovlivňuje, ve kterém místě se drnká na struny (kytarové rejstříky). Normální kytarový rejstřík je v blízkosti rezonančního otvoru. Blíže ke kobylce kytara vydává plechový, tvrdý zvuk (sul ponticello), nad hmatníkem pak měkký zvuk podobný harfě (sul tasto). Sul tasto je nejvíce výrazné při hře v polovině délky struny.

## Úpravy vzhledu
Kytara bývá zdobena výložkou okolo zvukového otvoru a po celém obvodu vrchní a spodní desky v místě spojů s luby. Výložka slouží nejen jako ozdoba, ale i jako výztuha. Zdobení bývá charakteristickým znakem jednotlivých nástrojařů (stejně jako vyřezávaná hlavice). Kromě dřeva se používá někdy i perleť.
Kytara je povrchově upravena (broušení, tmelení, moření) a nalakována. Z akustického hlediska kvalita laku rozhoduje o tlumení chvění nástroje a tím má velký vliv na výsledný zvuk. Pro kvalitní mistrovské nástroje se používají lihové laky, jejichž základem jsou přírodní pryskyřice.

## Některé druhy kytar

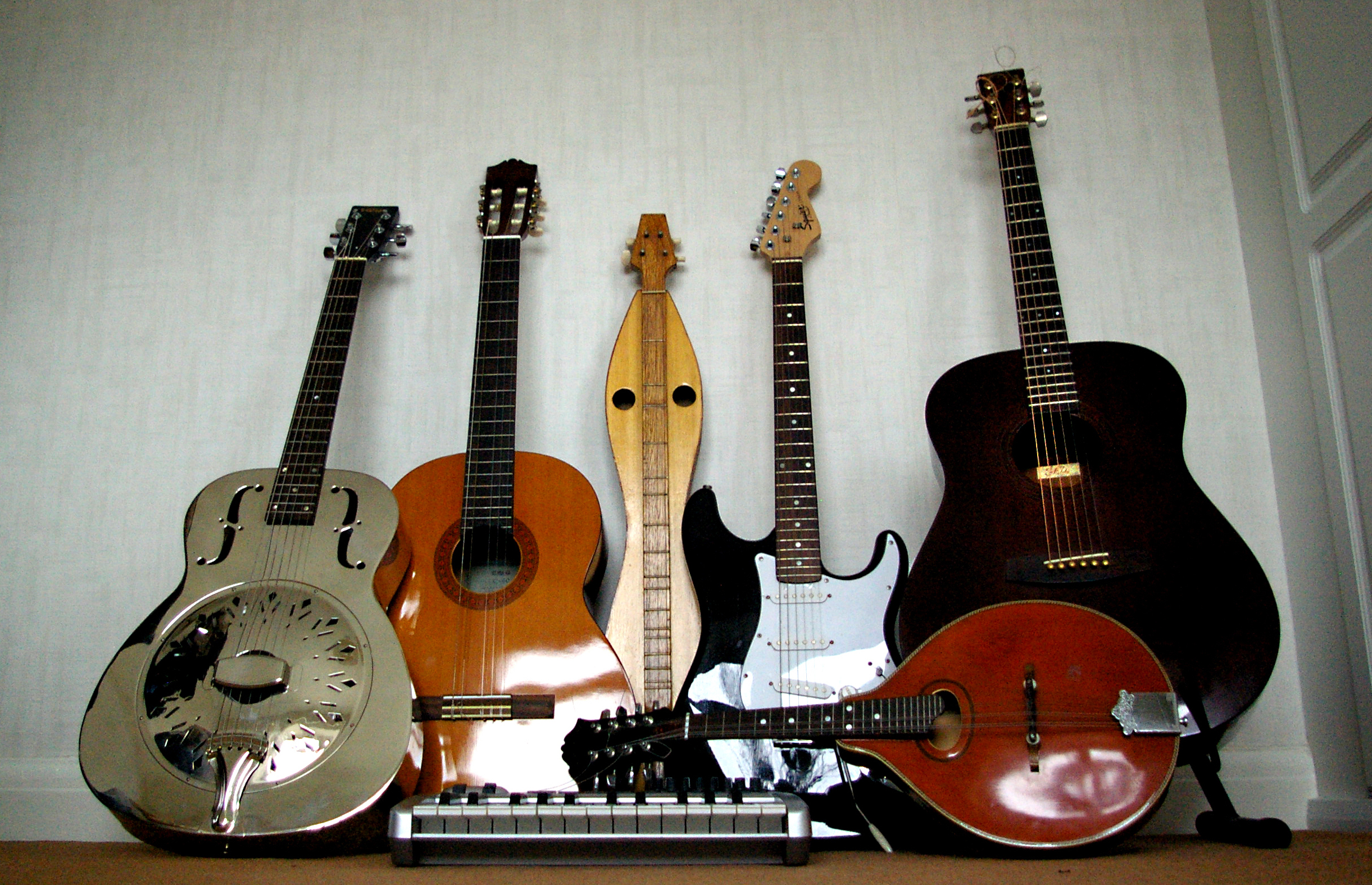
Různé kytary

### Akustické kytary
- Klasická kytara (španělská, také jen španělka) je charakteristická kruhovým ozvučným otvorem, širším rovným hmatníkem a nylonovými strunami. Používá se především v klasické a španělské hudbě. Někdy se používají i kovové struny, ale nástroj pro to není dostatečně konstrukčně dimenzován a tah kovových strun jej může poškodit (dochází k deformaci přední desky, ohýbání krku nástroje a odlepení kobylky, což v důsledku vede k poškození nástroje a od počátku k tomu, že nástroj neladí).
- Westernová kytara má větší tělo než španělka, je určena pro kovové struny, přední deska je masivnější s žebry do kříže a struny jsou uchyceny v kobylce pomocí kolíčků vložených do otvorů skrze desku. Správné označení typického tvaru westernových kytar je Dreadnought (vyslovuje se [drednat]). Používají se nejčastěji v country a bluegrassové hudbě, ale i v celé řadě dalších hudebních stylů.
- Jumbo je kytara určená pro kovové struny, která oproti westernové kytaře má zvětšenou spodní část těla. Krk je přizpůsoben většímu tahu kovových strun. Používá se nejen v rockové a country hudbě, ale také ve folkové hudbě. Korpus kytary je ve střední části více klenutý a tím se i značně liší zvukové vlastnosti kytary. Oproti westernové kytaře je zvuk méně basový, ale díky velkému tělu často hlasitější a lépe vyniknou jednotlivé tóny všech strun.
- Jazzová kytara, nazývaná také Gibsonka (vyslovuje se [gibsnka], nikoli [džibsonka]) podle původního výrobce Gibson, se odlišuje klenutou horní deskou a tvarem ozvučných otvorů, které má dva ve tvaru písmene f, tedy podobného tvaru jako u houslí. Je vybavena prvky cutaway a pickguard. Má silnější a ostřejší zvuk než španělka (díky ocelovým strunám), má však slabší a tlumenější zvuk oproti Jumbo nebo westernové. Je určena především pro jazzovou hudbu.
- Gypsy kytara je modifikací klasické kytary pro kovové struny a celkově pro větší hlasitost. Vynalezl ji italský kytarista a kytarář Mario Maccaferri a proslavil belgický Sinti kytarista Django Reinhardt. Gypsy kytara má větší korpus a obvykle i větší menzuru (např. 67cm) než klasická kytara, krk je nasazen na 14. pražci a výřez korpusu umožňuje pohodlný přístup do vyšších poloh hmatníku. Žebra jsou rovnoběžná jako u klasické kytary, ale přední deska je zesílena ohnutím asi 1cm za kobylkou. Kobylka se používá plovoucí, struny jsou uchyceny na plechovém struníku. Krk je vyztužen typicky nastavitelnou výztuhou. Gypsy kytary měly tradičně velký ozvučný otvor ve tvaru D, jelikož bývaly vybaveny papírovým rezonátorem, jakýmsi trychtýřem, který měl zvukovým vlnám pomoci z korpusu a zvýšit tak hlasitost nástroje. Poté, co se rezonátory neosvědčily, přišly do módy naopak maličké oválné ozvučné otvory, které přinášejí kýžený sušší zvuk.
- Havajská kytara je konstrukčně podobná španělce, má širší luby a tedy mohutnější korpus. Je laděna do durového akordu a ke hře se používá zvláštní styl. Struny se nepřitlačují k pražcům, ale jejich délka chvění se zkracuje kovovým „pražcem“ drženým v ruce. Vzniká tak charakteristický chvějivý zvuk s plynulými přechody mezi jednotlivými tóny. Používá se v etnické a country hudbě. Existují i elektrofonické varianty havajské kytary (např. steel kytara).
- Dobro je nástroj s podobným laděním (obvykle G dur, anglicky "open G") a stylem hry jako havajská kytara. Odlišuje se kovovými rezonátory umístěnými v otvorech vrchní desky. Nástroj byl zkonstruován na počátku 20. století v USA (slovenským emigrantem Jánem Dopyerou – DoBro = Dopyera Brothers) a používá se zejména v hudbě zvané „bluegrass“, což je součást americké country hudby. Jedná se o speciální druh tzv. rezofonické kytary.

### Elektroakustické kytary
Elektroakustické kytary konstrukčně vycházejí z akustické kytary, ale jsou opatřeny snímačem, umístěným nejčastěji v kobylce. Mechanicko–elektrický převodník snímače bývá obvykle piezoelektrický a přeměňuje změny mechanického tlaku na elektrický signál, podobně jako mikrofon. Umožňuje to zesilovat elektronicky zvuk nástroje, ale zvuk si zachovává barvu klasické kytary, na rozdíl od elektrofonické kytary s elektromagnetickým snímáním. Pro dosažení ještě věrnějšího zvuku bývá piezoelektrický snímač někdy doplněn malým mikrofonem, umístěným uvnitř korpusu. V kytaře bývá vestavěn předzesilovač s ekvalizérem.

### Elektrická kytara
Kytara se na počátku 20. století začala používat i ve velkých orchestrech, kde vznikal problém se sílou zvuku – hlas kytary zanikal. Hledala se tedy cesta, jak zvuk kytary zesílit a byly zkoušeny různé principy a konstrukce snímačů. Nejlépe se osvědčil elektromagnetický snímač. Dnes jej tvoří malé cívky umístěné pod strunami, ve kterých se při pohybu kovových strun indukuje malé elektrické napětí, které je následně zesilováno zesilovačem. Cívka může být společná pro všechny struny nebo má svou vlastní cívku každá struna.
Elektromagnetický snímač nesnímá vibraci desky ale chvění strun, elektrofonické kytary tedy nepotřebují korpus. To se odrazilo na konstrukci – tělo se vyrábí z masivní desky dřeva, plastických hmot či jiných materiálů, případně může i chybět úplně. Postupně se vyvinuly další typické znaky. Ladicí kolíky se někdy umisťují v jedné řadě. Dalším vybavením může být páka, zvaná tremolo (hovorově, avšak nesprávně) nebo vibráto (vibrapáka), která umožňuje pohybovat při hře kobylkou a měnit tak výšky znějících tónů. Někdy bývají v kytaře vestavěny elektrické obvody jako předzesilovač nebo aktivní korekce.
Elektrická kytara je na těle opatřena konektorem Jack 1/4" (průměr 6,35 mm), pomocí něhož se připojuje k zesilovači. Použití zesilovače dává kytaře charakteristický zvuk, který je součástí některých druhů moderní hudby – rock'n'roll, big-beat atd. Signál z kytary se velmi často elektronicky upravuje pomocí efektů, jako např. booster, kvákadlo apod.

### Baskytara
Basová kytara, baskytara nebo slangově basa je na první pohled kytaře velmi podobná, ve skutečnosti se ale jedná o úplně jiný nástroj. Tónovým rozsahem je to vlastně obdoba elektricky zesíleného kontrabasu, se kterým má shodné strunění, pro provedení hmatníku (pražce) a způsob držení a hry se řadí ke kytarám. Akustické baskytary se používají málokdy, zejména proto, že je zpravidla nutno je vždy ozvučit, protože malý kytarový korpus není schopen přirozeně zesílit hluboké basové frekvence s velkou vlnovou délkou. Nabízejí však přesto živější, akustičtější zvuk nežli baskytara čistě elektrická.
Má obvykle pouze 4 struny naladěné do kvart – E1, A1, D, G (struna E1 – é kontra – zní o oktávu níže než struna E na kytaře). V poslední době se objevují i baskytary pěti a vícestrunné. Basová kytara hraje většinou jednohlasý part (u některých doprovodných stylů i akordy) a je určena k vytváření basové rytmicko melodické linky.
Hráč na baskytaru obvykle nehraje pravou rukou trsátkem, ale prsty a také prstoklad levé ruky se může lišit od kytarového (kontrabasový, tedy 3 půltóny na polohu). Je to způsobeno tím, že mensura je větší a vzdálenost mezi pražci je také větší než u kytary. Technicky zdatnější hráči však používají klasický kytarový prstoklad (4 půltony na polohu, každý prst obsluhuje jedno políčko) například v kombinaci s vícestrunnými baskytarami.
Někteří zkušení hráči používají bezpražcovou baskytaru. Má daleko více možností, kulatý a jemný zvuk, který je velmi podobný zvuku kontrabasu.
První baskytary se objevily v 50. letech 20. století, kdy nahradily klasické kontrabasy. Jejich vznik a vývoj velmi úzce souvisí s rozmachem rock'n'rollové a rockové hudby.